# Giuseppe Ponzoni
Giuseppe Ponzoni (Casalmaggiore, 7 marzo 1956) è un ex cestista italiano.

## Carriera
In Serie A ha vestito le maglie di Pesaro, Reggio Emilia, Pavia e Gorizia.

## Palmarès
- Coppa delle Coppe: 1

V.L. Pesaro: 1982-83
- Promozione in Serie A1: 1

V.L. Pesaro: 1977-78